# Opulaster
Opulaster là một chi thực vật có hoa trong họ Hoa hồng.